# آندرس توبال
آندرس توبال (استونیایی: Andres Toobal؛ زادهٔ ۲۷ اوت ۱۹۸۸) بازیکن والیبال اهل استونی است.